# Ahmed Madouni
Ahmed Reda Madouni (arabisch أحمد رضا مادوني; * 4. Oktober 1980 in Casablanca, Marokko) ist ein ehemaliger französisch-algerischer Fußballspieler. Er bestritt insgesamt 85 Spiele in der Fußball-Bundesliga für Borussia Dortmund und Bayer 04 Leverkusen.

## Karriere

### Vereine
Madouni, der auch die französische Staatsbürgerschaft hat, spielte von 1988 bis 1992 in der Jugend von Olympique Lyon. Danach war er zwei Jahre bei Saint-Priest und weitere zwei Jahre bei Minguettes, ehe er 1996 in die Talentschule des HSC Montpellier kam. Für Montpellier machte er in der Saison 1999/2000 ein Spiel in der Division 1, ehe das Team in die zweite Liga abstieg. In Division 2 wurde er Stammspieler, kam auf 37 Einsätze und stieg am Saisonende mit Montpellier wieder auf.
Zur Saison 2001/02 wechselte er zu Borussia Dortmund. Für die Borussia absolvierte er 56 Bundesligapartien, in denen er drei Tore erzielte. Zudem wurde er fünfmal im Regionalligateam eingesetzt. Mit Borussia Dortmund wurde Madouni 2002 Deutscher Meister. Außerdem unterlagen sie im Finale des UEFA-Pokals dem niederländischen Vertreter Feyenoord Rotterdam. Im Folgejahr gelang ein zweiter Platz im Ligapokal. Zur Saison 2005/06 wechselte er zu Bayer 04 Leverkusen. Von Bayer Leverkusen wurde er als Ergänzungsspieler verpflichtet, doch aufgrund vieler Verletzungen der anderen Verteidiger von Bayer kam er zu weitaus mehr Einsätzen als zuvor angenommen.
Allerdings verließ Ahmed Madouni zum Ende der Bundesligasaison 2006/07 den Verein und wechselte zu Al-Gharafa in Katar. Dort blieb er bis Ende 2008 und wechselte danach zum rumänischen FC Vaslui. Nachdem der Abwehrspieler in der Saison 2009/10 bei Clermont Foot unter Vertrag gestanden hatte, wo er in 31 Spielen in der Ligue 2 ein Tor erzielte, verpflichtete ihn der deutsche Zweitligist 1. FC Union Berlin für die Saison 2010/11. Zur Saison 2012/13 lösten Union und Madouni vorzeitig den bis 2013 laufenden Vertrag auf und er kehrte nach Frankreich zurück, wo er beim Zweitligisten FC Nantes unterschrieb. Mit dem Club von der Loire gelang ihm zwar im Sommer 2013 der Aufstieg in die Ligue 1, sein Vertrag wurde aber nicht verlängert, so dass er seither vereinslos war.
Am 16. Januar 2014 unterschrieb Madouni beim Zweitligisten Energie Cottbus einen Vertrag bis zum Ende der Saison 2013/14. Nach dem Abstieg in die 3. Liga verließ er Cottbus und beendete seine Laufbahn, nachdem er keinen neuen Verein mehr gefunden hatte.

### Nationalmannschaft
Madouni spielte in französischen Jugendnationalmannschaften, ehe er sich auf Initiative Lakhdar Belloumis dafür entschied, für die algerische Nationalmannschaft anzutreten. Im Jahr 2005 machte Madouni zwei Länderspiele für Algerien, dabei verlor sein Team gegen Mali mit 0:3 und gegen Nigeria mit 2:5.

## Erfolge
- UEFA Intertoto Cup (1): 1999 (HSC Montpellier)
- Deutscher Meister (1): 2002 (Borussia Dortmund)
- Katarischer Meister (1): 2008 (Al-Gharafa Doha)